# Euhagena
Euhagena là một chi bướm đêm thuộc họ Sesiidae.

## Các loài
- Euhagena palariformis (Lederer, 1858)
  - Euhagena palariformis palariformis (Lederer, 1858)
  - Euhagena palariformis nazir (Le Cerf, 1938)
- Euhagena emphytiformis (Walker, 1856)
- Euhagena nebraskae  Edwards, 1881
- Euhagena leucozona (Hampson, 1919)
- Euhagena variegata (Walker, [1865])